# Philip Hubble
Philip Hubble (Beaconsfield, 19 luglio 1960) è un ex nuotatore britannico.

## Carriera
All'apice della carriera ha vinto la medaglia d'argento nei 200m farfalla alle Olimpiadi di Mosca 1980.

## Palmarès
- Giochi olimpici

Mosca 1980: argento nei 200m farfalla.
- Europei

Spalato 1981: argento nei 200m farfalla.
- Giochi del Commonwealth

Edmonton 1978: bronzo nei 200m farfalla e nella 4x200m stile libero.
Brisbane 1982: oro nei 200m farfalla, argento nei 100m farfalla, nella 4x100m e 4x200m stile libero e nella 4x100m misti.